# 延岩站
延岩站（韓語：연암역）是朝鮮民主主義人民共和國两江道白岩郡白岩邑的一個鐵路車站，属于白茂线。

## 邻近车站
白茂线
延坪站 - 延岩站 - 屈松站